# Les Athéniens livrés au Minotaure dans le labyrinthe de Crète
Les Athéniens livrés au Minotaure dans le labyrinthe de Crète est un tableau de Gustave Moreau témoignant des débuts du jeune peintre alors qu'il tente de renouer avec une tradition néoclassique.

## Contexte
Avant que n'arrive cette nouvelle commande, Gustave Moreau a abandonné le concours du Prix de Rome en 1849 après deux échecs successifs. Il est à la fois l'élève du néoclassique Picot mais se lie d'amitié avec Chassériau, un représentant du romantisme dont l'influence est décisive dans ce début de carrière de Moreau. Bien que jeune peintre, il obtient des commandes d'État grâce aux interventions de ses parents ou de relations de la famille ; c'est notamment le cas de sa Pietà et de son Cantique des cantiques.
Cette dernière œuvre a été présentée au Salon de 1853 mais Moreau ne présente rien au Salon de 1854. La raison tient au fait qu'il n'y a pas eu de Salon de 1854. En effet la France était bien trop concentrée sur son Exposition universelle de 1855, première de son histoire et deuxième dans l'histoire mondiale après que l'Angleterre a fait la première en 1851 ; et elle entendait bien montrer au monde sa prééminence en matière d'arts,.

### Commande de l'œuvre
Alors que Moreau a déjà produit deux dessins sous le nom « Les Athéniens livrés au Minotaure dans le labyrinthe de Crète » en 1852, Moreau va recevoir une commande d'État. Cette fois, c'est un général commandant de la région militaire de Lille qui adresse au ministre d'État une lettre de recommandation en faveur de Gustave Moreau. La commande arrive le 26 septembre 1854, signée du ministre d'État Achille Fould pour la somme de 4 000 F. Il est alors chargé « d'exécuter un tableau qui a pour sujet « Les Athéniens livrant au Minotaure le tribut annuel de jeunes garçons et de jeunes filles » ». Le 11 décembre, Moreau sollicite un premier acompte. L'inspecteur Th. Dubois, chargé du suivi de l'exécution, se rend alors au 14 rue de La Rochefoucauld où Moreau venait d'installer son atelier et déclare le tableau « en bonne voie d'exécution, bien composé et d'une belle couleur »,. À l'issue de cette inspection Moreau reçoit un premier versement de 1 500 F le 12 janvier 1855. Le jury de l'Exposition universelle sélectionne l'œuvre de Moreau pour faire partie des 5 000 présentées à l'exposition, elle est alors présentée sous le titre La Athéniens livrés au Minotaure dans le labyrinthe de Crète. Le reste de la somme due à Moreau est payé le 24 mai 1855.

## Description
Ce tableau se présente comme une frise au sein de laquelle on trouve sept jeunes filles effrayées à gauche, sept jeunes hommes au centre dont l'un — celui qui est le plus à droite —  est accroupi,. Derrière eux se dressent les murs de ce qui semble être un labyrinthe, recouvert de bas reliefs. À droite, derrière ces murs on reconnaît le Minotaure, mi-homme, mi-bête.

### Sujet

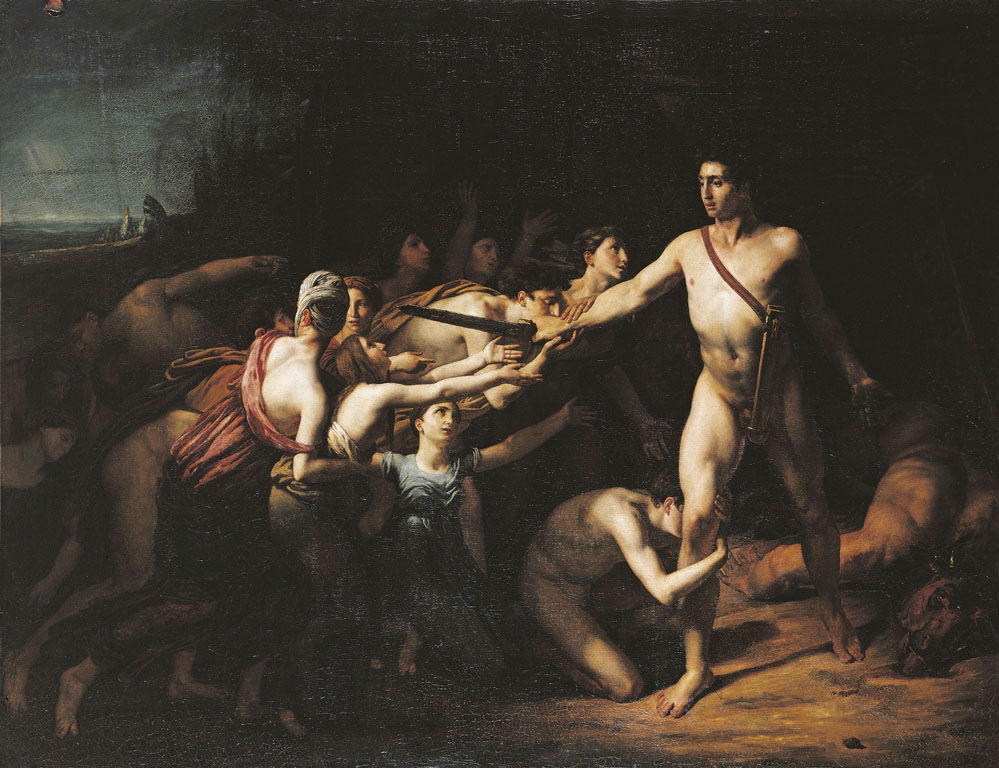
François-Joseph Heim, Thésée vainqueur du Minotaure, 1807, Paris, École Nationale Supérieure des Beaux-Arts.

Le Minotaure est une créature mythologique à corps d'homme et tête de taureau issue de l'union de Pasiphaé et d'un taureau offert par Poséidon. Le roi Minos — mari de Pasiphaé — décide d'enfermer le monstre dans un labyrinthe construit par Dédale. Pendant ce temps l'un des fils de Minos est tué par un taureau à Athènes. Minos contraint alors Égée — le roi d'Athènes —  à livrer quatorze adolescents tous les neuf ans pour qu'ils soient dévorés par le Minotaure. Thésée, fils d'Égée se rendra en Crète où il tuera le Minotaure.
Le sujet représenté par Moreau est celui du sacrifice de quatorze adolescents tous les neuf ans au Minotaure. Mais l'épisode représenté précède l'intervention de Thésée. Ici Moreau choisit le moment d'avant le drame après avoir hésité à montrer l'affrontement violent entre le Minotaure et les jeunes gens.
C'était un sujet rare, mais le sujet du Prix de Rome de 1807 portait sur cette légende à cela près qu'il s'agissait alors pour les artistes de représenter le moment où Thésée sauve les jeunes gens, comme on peut le voir sur l'œuvre de François-Joseph Heim qui avait gagné le Prix cette année-là.

## Analyse

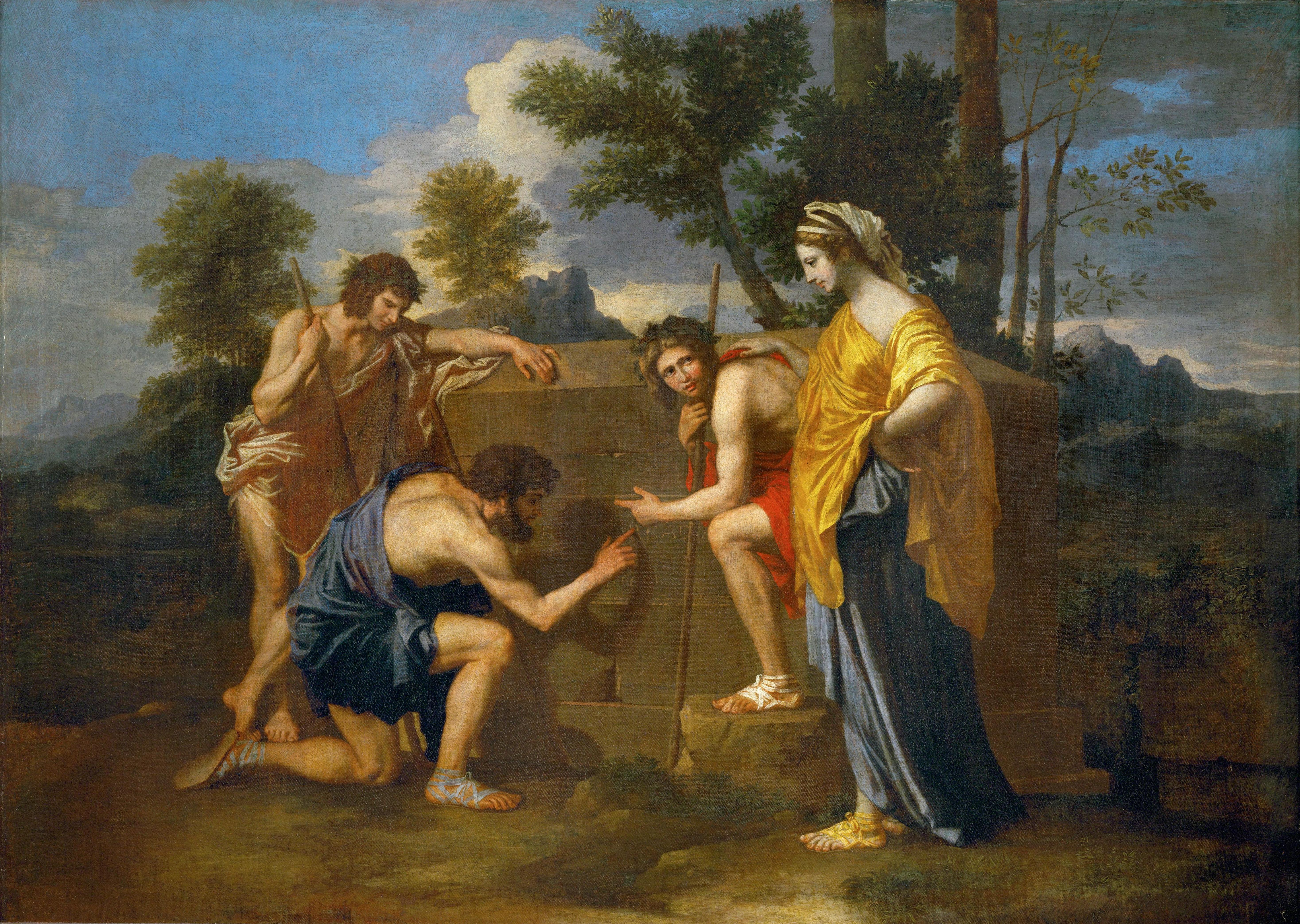
Nicolas Poussin, Et in Arcadia Ego ou Les Bergers d’Arcadie, 1838-1840, Paris, musée du Louvre.

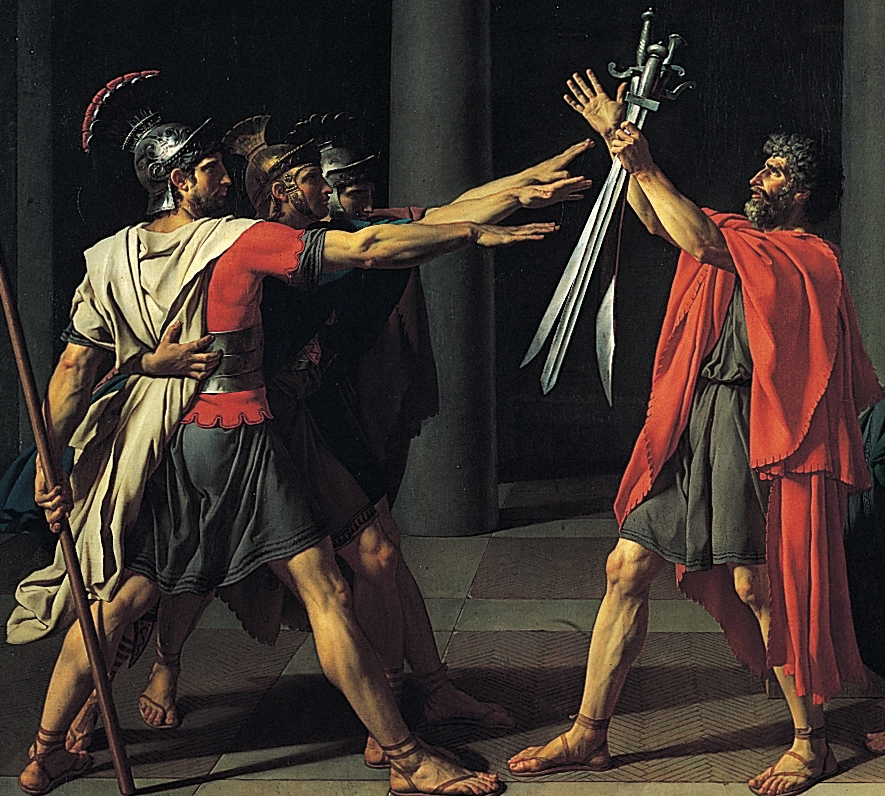
Jacques-Louis David, Le Serment des Horaces (détail), 1784-1785, Paris, musée du Louvre.

Cette œuvre montre une volonté de Moreau de s'affranchir du romantisme avec une toile assez néoclassique. En effet, il avait peint un tableau très inspiré de Chassériau en 1853 et donc très romantique. On remarque ce néoclassicisme dans le choix d'une représentation en frise ainsi que dans des références à Poussin et David comme par exemple le jeune homme accroupi dont la pose s'inspire des Bergers d'Arcadie ou le groupe d'adolescents enlacés qui fait écho au groupe des trois frères du Serment des Horaces,.
Le choix d'un sujet peu traité et relatif à l'Antiquité était censé répondre aux attentes d'un public d'amateurs de reconstitutions historiques. En effet, l'époque a le goût de la reconstitution avec par exemple Chassériau qui s'est inspiré des découvertes alors récentes de Pompéi pour son Tepidarium. Moreau, qui était abonné au Magasin Pittoresque, s'est probablement inspiré d'un article consacré à des découvertes en Crète de 1854 pour son tableau. Cependant l'art minoen n'est pas encore connu à l'époque et sa frise s'inspire donc d'art hellénistique.
Ce tableau témoigne des hésitations du jeune artiste qui expérimente successivement les formes contradictoires du romantisme et du néoclassicisme. Il s'agit de la dernière commande d'État de Moreau avant le second voyage en Italie ; ses commandes prestigieuses étaient alors davantage dues aux relations de ses parents qu'à son propre talent.

## Devenir de l'œuvre
L'œuvre de Moreau ne suscite aucun intérêt de la part de la critique, elle n'obtient ni mention honorable, ni médaille. L'œuvre fut envoyée à Bourg-en-Bresse et fut aussitôt oubliée à tel point que l'artiste lui-même ne se souvenait plus de sa localisation trente ans plus tard, la croyant au Mans. Son état de conservation se détériore assez rapidement puisque Moreau l'a peinte à la hâte et il faut attendre cent ans pour qu'elle soit enfin mise en valeur, lors de l'exposition Centenaire du musée à Bourg-en-Bresse,.